# Grandes Cayes
Grandes Cayes är ett rev utanför den nordöstra delen av Saint-Martin, 9 km nordost om huvudstaden Marigot. 